# Categoría Honor de Futsal
La Categoría Honor de Futsal FIFA, también conocida simplemente como Categoría Honor, es la segunda división del sistema de ligas de futsal de Paraguay. Comenzó su actividad en el año 2018 y es organizada por la Asociación Paraguaya de Fútbol (APF).
Tanto el campeón como el subcampeón de cada temporada ascienden a la Liga Premium, máxima categoría del futsal paraguayo.

## Equipos participantes
En la temporada 2024, quinta edición del torneo, participan un total de 10 equipos.
- 3 de Mayo
- Coronel Escurra
- Deportivo Recoleta
- Deportivo Santaní
- Filosofía
- Gaspar R. de Francia
- San Gerónimo
- Sportivo Ameliano
- Teniente Rojas Silva
- Villa Virginia

## Palmarés

### Lista de campeones
| Liga Premium de Futsal | Liga Premium de Futsal | Liga Premium de Futsal                               | Liga Premium de Futsal                               | Liga Premium de Futsal |
| Edición                | Año                    | Campeón                                              | Subcampeón                                           |                        |
| ---------------------- | ---------------------- | ---------------------------------------------------- | ---------------------------------------------------- | ---------------------- |
| I                      | 2018                   | 3 de Febrero                                         | 3 de Mayo                                            |                        |
| II                     | 2019                   | Santa María                                          | La Furia Villeta                                     |                        |
| III                    | 2020                   | No hubo campeonato debido a la pandemia de COVID-19. | No hubo campeonato debido a la pandemia de COVID-19. |                        |
| III                    | 2021                   | Presidente Hayes                                     | Coronel Escurra                                      |                        |
| IV                     | 2022                   | 3 de Febrero                                         | San Cristóbal                                        |                        |
| V                      | 2023                   | Campo Alto                                           | Presidente Hayes                                     |                        |
| VI                     | 2024                   | Deportivo Recoleta                                   | 3 de Mayo                                            |                        |

### Títulos por equipo
| Club               | Campeón | Subcampeón | Años campeón | Años subcampeón |
| ------------------ | ------- | ---------- | ------------ | --------------- |
| 3 de Febrero       | 2       | 0          | 2018, 2022   |                 |
| Presidente Hayes   | 1       | 1          | 2021         | 2023            |
| Santa María        | 1       | 0          | 2019         |                 |
| Campo Alto         | 1       | 0          | 2023         |                 |
| Deportivo Recoleta | 1       | 0          | 2024         |                 |
| 3 de Mayo          | 0       | 2          |              | 2018, 2024      |
| La Furia Villeta   | 0       | 1          |              | 2019            |
| Coronel Escurra    | 0       | 1          |              | 2021            |
| San Cristóbal      | 0       | 1          |              | 2022            |